# Jacob Gadd
Jacob Gadd (født 1961) er en dansk billedkunstner, bedst kendt for sin gennemgående figur "Walther", som poserer på billedfladen i mange forskellige sammenhænge. Det kan f.eks. være som beskuer af verdenskunst, gengivet af Jacob Gadd. 
Kunstneren skabte i 2011 kunstretningen "Humorisme" sammen med galleriejer Knud Grothe. Jacob Gadd er sammen med kunstnerne Ole Fick og Mik Schack medlem af bestyrelsen for den fortsatte udvikling af "Humorismen".
I 2015 skrev og udgav Jacob Gadd bogen ´Hov, hvad gik der godt?´. Bogen er en selv-biografisk gennemgang med billedeksempler af, hvordan Jacob Gadds kunst har udviklet sig. Den beskriver de forskellige perioder, hvor motiverne gradvist ændrer form og karakter ud fra billedets hovedpersons/hovedpersoners skiftende udseende, rolle og modspil. Til eksempel den mest kendte figur, Walthers forhold til verdens-kunst, der som nævnt hænger på væggene i billedfladen i disse malerier, malet med stor præcision.

## Eksterne links
- Jacob Gadds hjemmeside
- humorisme.dk